# Turtle F2F
Turtle ist eine freie P2P-Software, die an der Vrije Universiteit in Amsterdam u. a. von Andrew Tanenbaum entwickelt wurde. Wie andere anonyme P2P-Software erlaubt es Benutzern, Dateien zu teilen und auf andere Art und Weise zu kommunizieren, ohne gleichzeitig Angst vor gesetzlichen Konsequenzen oder Zensur haben zu müssen. Turtles Ansprüche an Anonymität werden durch zwei Forschungsarbeiten bekräftigt, die bei den Weblinks zur Verfügung stehen.

## Architektur
Technisch gesehen ist Turtle ein friend-to-friend-(F2F)-Netzwerk, ein spezieller Typ des Peer-to-peer-Netzwerks, bei dem jegliche Kommunikation nur über "Freunde", deren "Freunde" und so weiter zum Ziel geroutet wird.
Die Grundidee hinter Turtle ist, ein P2P-Overlay auf schon vorher existierenden Vertrauens-Beziehungen zwischen Turtle-Nutzern zu bauen. Jeder Nutzer wirkt als Knoten im Overlay, auf dem eine Instanz der Turtle-Software läuft. Anders als andere P2P-Netzwerke erlaubt Turtle nicht, dass beliebige Knoten Verbindungen aufbauen und Daten austauschen können. Stattdessen öffnet jeder Nutzer sichere und authentizierte Kanäle mit einer begrenzten Anzahl an Knoten, die durch Nutzer, denen er vertraut, kontrolliert werden können. Im Turtle-Overlay bewegen sich sowohl Anfragen als auch Antworten "hop-by-hop"; dadurch werden Informationen nur zwischen sich vertrauenden Nutzer ausgetauscht und immer verschlüsselt. Mit diesem Konzept bietet ein Turtle-Netzwerk viele nützliche und sichere Eigenschaften, wie z. B. Schadensbegrenzung im Falle eines kompromittierten Knotens oder Resistenz gegenüber Denial-of-Service-Angriffen.